# Beroe mitrata
Beroe mitrata är en kammanetart som först beskrevs av Moser 1907. Beroe mitrata ingår i släktet Beroe, och familjen Beroidae. Inga underarter finns listade i Catalogue of Life.